# Château Barrabino
Le château Barrabino est un château français du département de la Moselle, situé sur la commune de Forbach, en France.

## Histoire
Ce château fut la résidence de Marianne Camasse, épouse morganatique du duc Christian IV de Deux-Ponts-Birkenfeld, que le roi Louis XV de France fit anoblir par son beau-père et qui fut créée comtesse de Forbach,.